# Palissadmask
Palissadmask (Dioctophyme renale tidigare Eustrongylus visceralis eller Eustrongylus gigas) är en rundmask av familjen Dioctophymidae.
Kroppen är cylindrisk med en rad palissadformig anordnade papiller längs bägge sidolinjerna och sex tydliga munpapiller. Honan kan bli ända till en meter lång, hanen 40 centimeter. Palissadmasken lever i njurbäckenet hos sälar och flera rovdjur samt nötboskap, men kan även leva hos människor. Larverna lever främst hos fiskar.